# Amalrik IV van Évreux
Amalrik IV van Évreux ook bekend als Amalrik VI van Montfort (overleden rond 1213) was van 1191 tot 1200 graaf van Évreux en van 1200 tot aan zijn dood graaf van Gloucester. Hij behoorde tot het huis Montfort-l'Amaury.

## Levensloop
Amalrik IV was de zoon van graaf Amalrik III van Évreux uit diens huwelijk met Mabel FitzWilliam, dochter en erfgename van William FitzRobert, de tweede graaf van Gloucester. Zijn vader stierf rond het jaar 1191 tijdens de Derde Kruistocht, waarna de minderjarige Amalrik Évreux erfde. In 1195 betaalde zijn moeder Mabel een vergoeding om de voogdij over haar zoon en diens landerijen te mogen uitoefenen. Na haar dood stond Amalrik vermoedelijk onder het regentschap van ambtenaren van de hertog van Normandië, zijn feodale leenheer. In 1193-1194 werd zijn graafschap kortstondig bezet door koninklijke Franse troepen.
Hoewel zijn moeder Mabel de status van erfgename genoot, was het graafschap Gloucester in handen van Jan zonder Land, de echtgenoot van haar zus Isabella die in april 1199 koning van Engeland werd. Dezelfde maand vielen troepen van koning Filips II van Frankrijk Évreux binnen. In mei 1200 kwam het Verdrag van Le Goulet tot stand, waarbij Jan zonder Land Évreux afstond aan Filips II en Amalrik werd gedwongen om zijn aanspraken op het gebied op te geven. Als compensatie kreeg Amalrik IV het graafschap Gloucester toegewezen, hoewel hij gedeeltelijk de controle over zijn Normandische gebieden wist te behouden. Tegen 1204-1205 was hij deze gebieden volledig kwijt.
Toen in 1202 een nieuwe oorlog tussen Frankrijk en Engeland uitbrak, met Normandië als inzet, koos Amalrik aanvankelijk de zijde van Jan zonder Land. Vermoedelijk gedegouteerd door de moord op Arthur I van Bretagne, een rivaal van Jan zonder Land, kwam hij in 1203 echter in opstand tegen de Engelse koning. Het is ook mogelijk dat hij hoopte dat de Franse koning hem opnieuw Évreux zou toewijzen. In elk geval wist Jan zonder Land de opstand al snel neer te slaan en moest Amalrik zich opnieuw onderwerpen aan de Engelse koning.
Amalrik was twee keer gehuwd: vanaf 1198 met Agnes (overleden in 1202), dochter van heer Hugo II van Amboise, en vanaf 1203 met Melisende, dochter van heer Hugo III van Gournay. Beide huwelijken bleven kinderloos, waardoor Gloucester na zijn dood in 1213 terugviel aan de Engelse kroon.